# Tales of Eternia
Tales of Eternia (テイルズ オブ エターニア, Teiruzu obu Etānia, aussi nommé Tales of Destiny II en Amérique du Nord) est un jeu vidéo de rôle développé par Wolf Team et édité par Namco qui a été conçu pour la console de jeu PlayStation. Ce jeu fait partie de la série de jeux vidéo Tales of. Il est réédité à partir de 2005 sur PlayStation Portable.

## Système de combat
Comme dans la plupart des Tales of le système de combat se fait en Linear Motion Battle ce qui signifie que les combats se font sur une ligne (2D) mais en temps réel, l'un des points forts de la série, mélangeant hack'n'slash et RPG. Le joueur contrôle un seul personnage et la console gère les 3 autres alliés en fonction des stratégies adoptées. Le combat peut-être mis sur pause à tout moment pour pouvoir changer de stratégie, ou bien utiliser des objets, des techniques, ou encore changer son équipement.

## Synopsis
Dans le monde d'Inferia, le jeune Reid Hershel et son amie d'enfance Farah Oersted sont témoins du crash d'un appareil étrange. Ils découvrent dans les décombres du véhicule une jeune fille du nom de Meredy qui parle une langue qui leur est incompréhensible. Le groupe décide d'aller voir Keele Zeibel, un ami d'enfance, qui serait susceptible de pouvoir traduire son langage. On apprend alors qu'elle vient du monde de Celestia et que des événements dramatiques se déroulent : Inferia et Celestia se rapprochent et pourraient entrer en collision.

## Les personnages principaux
Sept personnages peuvent entrer dans l'équipe du joueur, mais comme les Tales of précédents, seuls quatre peuvent participer au combat, et un seul personnage peut être contrôlé au combat.

### Les quatre protagonistes
Rid/Reid Hershel (リッド・ハーシェル, Riddo Hāsheru)

Âge : 18 ans

Origines : Inferia

Classe : Chasseur

Voix Japonaise : Akira Ishida

Originaire du petit village de Rasheans, il est entraîné malgré lui dans l'aventure (dont il est le personnage principal). C'est un chasseur talentueux et un jeune homme très gourmand ; il passe la plupart de son temps à se demander si tel ou telle chose est comestible.
Farah Oersted (ファラ・エルステッド, Fara Erusuteddo)

Âge : 17 ans

Origines : Inferia

Classe : Fermière

Voix Japonaise : Yūko Minaguchi

Voix Anglaise : Aucune

L'amie d'enfance de Reid. Elle a étudié les arts martiaux ; c'est malgré tout une combattante moins efficace que notre héros. Cependant, elle a des connaissances dans le domaine des soins mais elle semble cacher un lourd passé…
Farah se bat au corps à corps, avec ses poings et pieds.
Meredy (メルディ, Merudi)

Âge : 16 ans

Origines : Celestia

Classe : ?

Voix Japonaise : Omi Minami

Voix Anglaise : Aucune

Cette jeune fille aux cheveux mauves s'est échouée près de Rasheans. Elle parle un langage incompréhensible, le "Melnic" et nul ne sait d'où elle provient. Elle utilise la magie et l'invocation. Son fidèle compagnon, Quickie, s'occupe des attaques au corps-à-corps.
Keel/Keele Zeibel (キール・ツァイベル, Kīru Tsaiberu)

Âge : 17 ans

Origines : Inferia

Classe : Élève de l'Université de Mintche section Craymels de Lumière

Voix Japonaise : Soichiro Hoshi

Voix Anglaise : Aucune

Keele a grandi avec Farah et Reid mais ils ne sont pas en très bons termes. Il a préféré partir étudier les Craymels loin de chez lui, apprenant par la même occasion à maîtriser les éléments. Il fait la rencontre de Meredy à l'observatoire de Mintche, car il est le seul à comprendre (partiellement) le langage Melnics.
À noter : Farah et Meredy apparaissent dans Tales of Symphonia, sur GameCube et PlayStation 2. Le nom donné à Meredy dans la version française est Mérédie, probablement pour éviter les prononciations douteuses.

### Autres personnages dans la partie
Rassius Faumalhaut (Race)/Rassius Luine (Ras) (レイシス・フォーマルハウト（レイス), Reishisu Fōmaruhauto (Reisu))
Âge: 25 ans

Origine: Inferia

Classe: Marchant Ambulant

Voix Japonaise: Hiroshi Isobe

Sous les traits d'un marchand ambulant, il aide ou pose des ennuis à Reid et ses compagnons a plusieurs moments dans leur aventure... Il s'avère qu'il est en réalité un grand chevalier d'Inferia.
Chat (チャット, Chatto)

Âge: 12 ans

Origine: Celestia

Classe: Pirate

Voix Japonaise: Junko Noda

Arrière-petite-fille du pirate Aifread, Chat est une jeune fille active qui a récupéré en héritage le bateau moderne Van Eltia, mais elle n'a pas d'équipage. Avant de rencontrer Reid et ses amis, Chat vivait dans une petite hutte, retirée du monde. Elle se fait souvent prendre pour un garçon, et ça l'agace facilement. Un personnage unique et spécial, Chat a la faculté de voler des objets aux ennemis. Elle utilise des sacs bourrés de magie en tant qu'arme.
Fog/Max (フォッグ, Foggu)

Âge: 38 ans

Origine: Celestia

Classe: Gunman

Voix Japonaise: Masashi Ebara

Chef d'un groupe de rebelles qui a pour but de renverser le chef d'état, il est plutôt rentre-dedans et ponctue toutes ses phrases d'un « yeah » nonchalant. C'est le leader d'un groupe révolutionnaire de Celestia.

## Autres versions
Une autre version de Tales of Eternia est sortie récemment sur la console portable PSP. Ce titre, bien que traduit en anglais et amélioré graphiquement, n'apporte pas d'autres ajouts au jeu original. Un jeu en ligne inspiré par Tales of Eternia est aussi annoncé au Japon sous le nom de Tales of Eternia Online. Une version pour les États-Unis, le Canada et l'Europe est annoncé pour février [Quand ?].

## Accueil

### Critique
- Joypad : 8/10[1]

### Distinctions
Tales of Eternia a été élu par le célèbre magazine de jeux vidéo Famitsu comme le 57e meilleur jeu de tous les temps dans son top 100. D'autre part, Tales of Eternia a obtenu de la part du même magazine la note de 33/40.